# Acanthome
 Mise en garde médicale
Un acanthome est une tumeur de la peau affectant les cellules du derme et de l'épiderme. 
Il est toujours situé dans le Stratum spinosum. 

## Typologie
Les Acanthomes comprennent : 
- l'acanthome de la lèvre supérieure (« pilar sheath acanthoma » pour les anglophones), une tumeur folliculaire, bénigne ;
- l'acanthome à cellule claire, tumeur bénigne le plus souvent trouvée sur les jambes ;
- l'acanthome de Degos, qui en dépit de son nom n'a rien à voir avec la maladie de Degos.

## Histoire
En 2005, "Acanthome" a été ajouté à l'index des termes du MeSH ; L'indexation précédente était «néoplasmes cutanés" (1965-2004). À l'époque, PubMed ne comprenait que 206 articles indexés avec Acanthome comme mot-clé (généralement présent dans le titre ou le résumé).